# 緣前角單棘魨
緣前角單棘魨，又稱緣前角魨，為輻鰭魚綱魨形目鱗魨亞目單棘魨科的其中一種，為熱帶海水魚，分布於中東太平洋的馬克薩斯群島及萊恩群島海域，本魚頭部與身體淺灰褐色，虹膜褐色，尾鰭橘色有黑色的後緣，刺狀的背鰭深褐色，後頸有寬而黑色的橫帶通過，經過眼至胸鰭基部﹐背鰭硬棘1-2枚，背鰭軟條31-35枚，臀鰭軟條28-32枚，體長可達6.2公分，棲息在礁石區，生活習性不明。

## 扩展阅读
維基物種上的相關：緣前角單棘魨